# هیلزبورو (نیویورک)
هیلزبورو (به انگلیسی: Hailesboro) یک منطقهٔ مسکونی در ایالات متحده آمریکا است که در نیویورک واقع شده‌است. هیلزبورو ۶۲۴ نفر جمعیت دارد و ۱۴۹٫۹۶ متر بالاتر از سطح دریا واقع شده‌است.